# Henri Hohenemser
Henri Hohenemser (* 6. Oktober 1946 in München; † 5. September 2014 in Gießen) war ein deutscher Theaterregisseur, Schauspieler und Bildender Künstler.

## Leben und Karriere
Hohenemser war Assistent am Schillertheater in Berlin und am Thalia-Theater Hamburg. Hier arbeitete er u. a. mit George Tabori, Hans Schweikart, Boy Gobert, Samuel Beckett, Fritz Kortner, Boleslaw Barlog, Hans Hollmann, Jürgen Flimm und Otto Schenk zusammen.
Als Regisseur begann er dann an den Theatern von Oberhausen, Ingolstadt, dem Thalia-Theater Hamburg sowie dem Theater in der Kunsthalle Hamburg.
Einige Jahre wirkte er an verschiedenen Stadttheatern, etwa am Stadttheater Bremerhaven (1973/74) und am Schauspiel in Essen (1974 bis 1978).
1978 bis 1984 war er am Stadttheater Gießen sowie mit Gastinszenierungen u. a. am Schauspielhaus Zürich und dem Staatstheater Darmstadt.
Ab 1985 übernahm er die Chefpositionen an den Theatern Augsburg und Ingolstadt.
Seit 1993 war er als freischaffender Regisseur an verschiedenen Häusern tätig, u. a. Theater Bielefeld, Theater Erfurt, Staatstheater Oldenburg, Theater Pforzheim, Theater Regensburg, Stadttheater Trier sowie den Schlossfestspielen Ettlingen.
2002 wurde er auch Lehrbeauftragter an der Hochschule für Musik und Darstellende Kunst Frankfurt am Main am Fachbereich Schauspiel. Lehraufträge führten ihn auch an die Justus-Liebig-Universität Gießen (angewandte Theaterwissenschaften und Germanistik) sowie an die Universität Augsburg (am Fachbereich Germanistik).